# ソビエト連邦・ルーブル
ソビエト連邦ルーブル（ロシア語: рубль）は、かつて存在したソビエト連邦の通貨である。
補助通貨はコペイカ（もしくはカペイカ、ロシア語: копе́йка, pl. копе́йки  – kopeyka、kopeyki）で、1ルーブル=100コペイカである。ソビエト連邦ルーブルの製造は、モスクワとレニングラードで紙幣の印刷と材料の製造、および硬貨の鋳造を担当した連邦国家単一企業（現在のゴズナク社）が行った。
ソビエト連邦ルーブルは成立初期の不安定な経済によって度々デノミネーションが実施されながら1917年から1991年のソビエト連邦の崩壊後まで旧ソ連構成国で使用され続け、ロシアでは1993年9月にロシア・ルーブルに置き換えられるまで「ルーブルゾーン」を形成していた。

## 歴史

### 最初のソビエトルーブル（1917年〜1922年）
十月革命時のソビエト連邦の通貨はロシア帝国ルーブルであり、比較的安定した通貨であった。ソビエト連邦人民委員会議はロシア国内の全ての銀行の国有化を実施し、1919年2月には独自の紙幣を発行するも、その後のロシア内戦による戦時共産主義の弊害から経済状況が著しく悪化、大規模なインフレーションに苦しんだ。

#### 紙幣
1919年2月に額面1〜3ルーブルの紙幣が発行され、その3ヶ月後にロシア帝国ルーブルを置き換える1〜1000ルーブルの紙幣が発行される。その後発生した大規模なインフレーションに伴い1921年までに額面が最大10万ルーブルにまで達した。

### 金ルーブル（チェルヴォネツ）

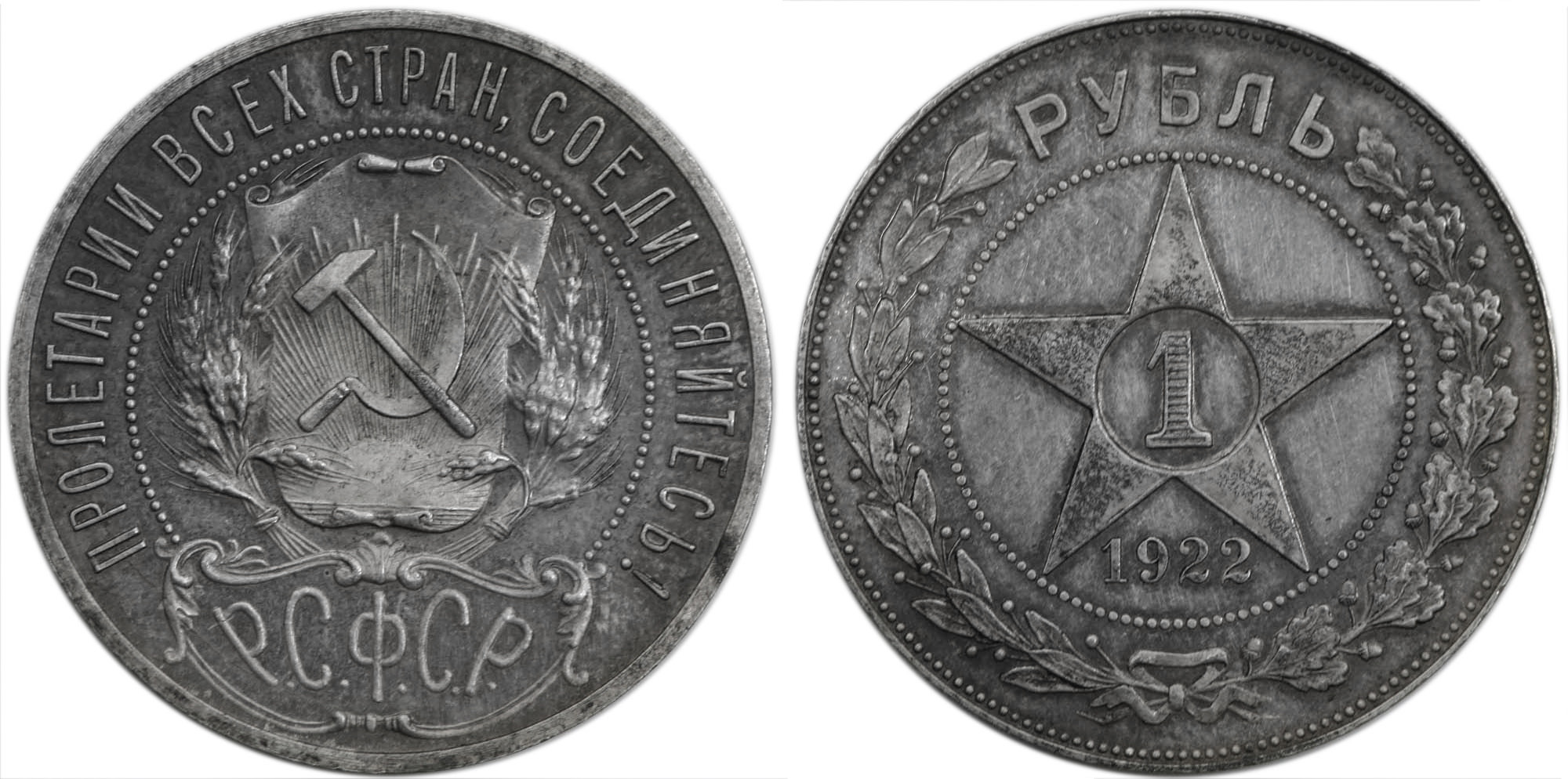
1922年の1ルーブル銀貨

1921年に施行された新経済政策により、金本位制の通貨である「チェルヴォネツ（Червонец）」とその1/10に相当する「金ルーブル」と呼ばれる新たな通貨単位が規定された。チェルヴォネツの価値は金7.74gに相当し、それに基づくチェルヴォネツ金貨と兌換紙幣が発行された。チェルヴォネツはすぐに国内経済に浸透し、海外市場にも影響を与えた。

#### 硬貨
少額硬貨は全て銀貨として鋳造され、10〜20コペイカは銀50%、半ルーブル（ポルティニク）と1ルーブルは銀90%で鋳造された。チェルヴォネツ（10ルーブル）金貨は金90%と銅10%で鋳造され、銅によって少し赤みがかった色をしていた。全ての硬貨にはロシア・ソビエト連邦社会主義共和国の国章とロシア語で「万国の労働者よ、団結せよ!」のスローガンが書かれている。
| 額面           | 硬貨    | 硬貨    | 硬貨         | 柄                                                      | 柄 | 発行年        |
| 額面           | 幅 (mm) | 重量(g) | 材質         | 表                                                      | 裏 | 発行年        |
| -------------- | ------- | ------- | ------------ | ------------------------------------------------------- | --- | ------------- |
| 10コペイカ     | 17.27   | 1.8     | 銀50%、銅50% | 外周：星と光線、植物の話 内周：額面と発行年             | 外周：ロシア語で「万国の労働者よ、団結せよ!」のスローガン 内周：ロシア・ソビエト連邦社会主義共和国の国章と略称「РСФСР」の文字 | 1921年-1923年 |
| 15コペイカ     | 19.6    | 2.7     | 銀50%、銅50% | 外周：星と光線、植物の話 内周：額面と発行年             | 外周：ロシア語で「万国の労働者よ、団結せよ!」のスローガン 内周：ロシア・ソビエト連邦社会主義共和国の国章と略称「РСФСР」の文字 | 1921年-1923年 |
| 20コペイカ     | 21.8    | 3.6     | 銀50%、銅50% | 外周：星と光線、植物の話 内周：額面と発行年             | 外周：ロシア語で「万国の労働者よ、団結せよ!」のスローガン 内周：ロシア・ソビエト連邦社会主義共和国の国章と略称「РСФСР」の文字 | 1921年-1923年 |
| 50コペイカ     | 27      | 10      | 銀90%、銅10% | 外周：額面と花冠の図 内周：五芒星の中に額面数字、発行年 | 外周：ロシア語で「万国の労働者よ、団結せよ!」のスローガン 内周：ロシア・ソビエト連邦社会主義共和国の国章と略称「РСФСР」の文字 | 1921年-1923年 |
| 1ルーブル      | 33.5    | 20      | 銀90%、銅10% | 外周：額面と花冠の図 内周：五芒星の中に額面数字、発行年 | 外周：ロシア語で「万国の労働者よ、団結せよ!」のスローガン 内周：ロシア・ソビエト連邦社会主義共和国の国章と略称「РСФСР」の文字 | 1921年-1923年 |
| チェルヴォネツ | 22      | 8.6     | 金90%、銅10% | 種を蒔く労働者と工場、額面と発行年                      | 外周：ロシア語で「万国の労働者よ、団結せよ!」のスローガン 内周：ロシア・ソビエト連邦社会主義共和国の国章と略称「РСФСР」の文字 | 1923年        |

#### 紙幣
紙幣は全てチェルヴォネツ金貨の兌換紙幣として発行され、額面は1〜25チェルヴォネツであった。

### 第3ソビエトルーブル（1923年〜1924年3月6日）
大規模なインフレーションに苦しんだ最初のソビエトルーブルは1923年1月1日に100万分の1のデノミネーションを実施して新通貨として金ルーブルと同時に流通したが、流通直後からこの新通貨は金ルーブルに対して下落を続け、程なくして桁の多い額面の紙幣を発行せざるを得なかった。

#### 紙幣
当初は50コペイカ〜5000ルーブルの紙幣が発行されたが、ソビエト社会主義共和国連邦成立後にデザインを変更した10000〜25000ルーブル紙幣が発行された。

### 第4（金）ソビエトルーブル（1924年3月7日-1947年）

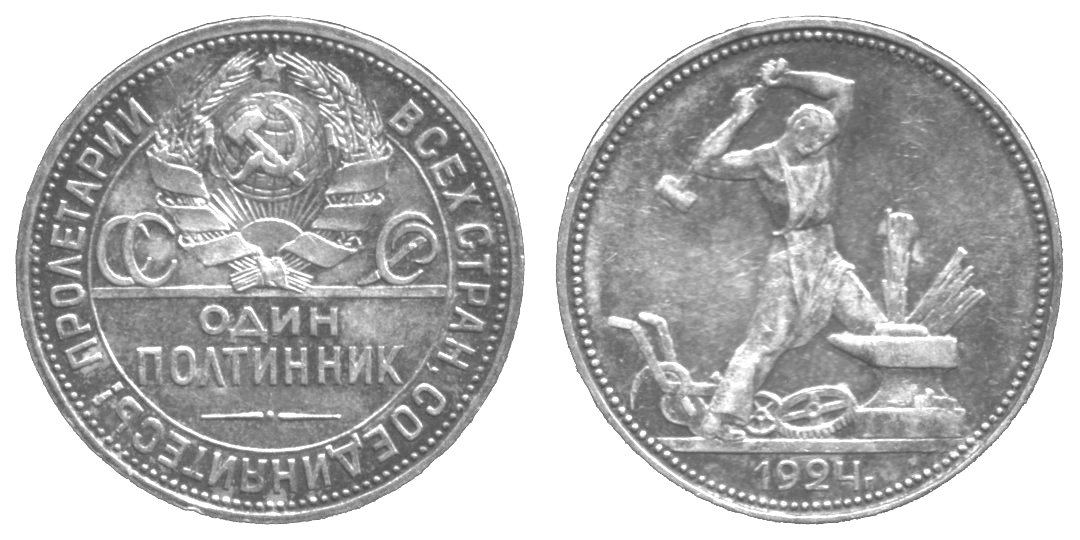
1924年のPoltinnik（ポルティニク、半ルーブルの意）銀貨。

ウラジーミル・レーニンの死後、ヨシフ・スターリンは以前のすべての通貨を統合する「1新ルーブル=1金ルーブル=50000第3ルーブル」の事実上のデノミネーションを行った。流通直後は同じく金ルーブルと呼ばれ、金貨は既に廃止されたもののチェルヴォネツ単位での通貨発行も継続された。

#### 硬貨
流通当初の少額硬貨は純銅の1/2〜5コペイカ銅貨、銀50%の10~20コペイカ銀貨、銀90%の半ルーブル（ポルティニク）銀貨と1ルーブル銀貨で構成されていた。だが通貨価値の下落に伴い銀貨の溶融価値が額面に近づき始め、1927年には50コペイカ以上の高額硬貨の発行が中止され、1931年には全銀貨の回収指示が出され、10〜20コペイカは白銅貨として再発行された。その後1935年にデザインの改訂が行われ、1961年まで流通し続けた。
| 額面        | 硬貨   | 硬貨    | 硬貨         | 柄 | 柄                                                                                                 | 発行年    |
| 額面        | 幅(mm) | 重量(g) | 材質         | 表 | 裏                                                                                                 | 発行年    |
| ----------- | ------ | ------- | ------------ | --- | -------------------------------------------------------------------------------------------------- | --------- |
| 1/2コペイカ | 16     | 1.64    | 純銅         | ロシア語で「半コペイカ」、発行年                                                                                               | 外周：ロシア語で「万国の労働者よ、団結せよ!」 内周：国名「СССР」の文字                             | 1925-1928 |
| 1コペイカ   | 15     | 1.03    | 青銅         | 額面数字と発行年、麦穂の輪 | 外周：ロシア語で「万国の労働者よ、団結せよ!」と国名「СССР」の文字 内周：ソビエト連邦の国章（初代） | 1926-1935 |
| 2コペイカ   | 18     | 2       | 青銅         | 額面数字と発行年、麦穂の輪 | 外周：ロシア語で「万国の労働者よ、団結せよ!」と国名「СССР」の文字 内周：ソビエト連邦の国章（初代） | 1926-1935 |
| 3コペイカ   | 22     | 3       | 青銅         | 額面数字と発行年、麦穂の輪 | 外周：ロシア語で「万国の労働者よ、団結せよ!」と国名「СССР」の文字 内周：ソビエト連邦の国章（初代） | 1926-1935 |
| 5コペイカ   | 25     | 5       | 青銅         | 額面数字と発行年、麦穂の輪 | 外周：ロシア語で「万国の労働者よ、団結せよ!」と国名「СССР」の文字 内周：ソビエト連邦の国章（初代） | 1926-1935 |
| 10コペイカ  | 17.5   | 1.8     | 銀50%、銅50% | 額面数字と発行年、麦穂の輪 | 外周：ロシア語で「万国の労働者よ、団結せよ!」と国名「СССР」の文字 内周：ソビエト連邦の国章（初代） | 1924-1931 |
| 10コペイカ  | 17.4   | 1.82    | 白銅         | 外周：ソビエト連邦のロシア語正式表記 内周：額面数字が書かれた盾を持つ労働者                                                    | 外周：ロシア語で「万国の労働者よ、団結せよ!」 内周：ソビエト連邦の国章（初代）                     | 1931-1934 |
| 15コペイカ  | 19.56  | 2.7     | 銀50%、銅50% | 額面数字と発行年、麦穂の輪 | 外周：ロシア語で「万国の労働者よ、団結せよ!」と国名「СССР」の文字 内周：ソビエト連邦の国章（初代） | 1924-1931 |
| 15コペイカ  | 19.6   | 2.5     | 白銅         | 外周：ソビエト連邦のロシア語正式表記 内周：額面数字が書かれた盾を持つ労働者                                                    | 外周：ロシア語で「万国の労働者よ、団結せよ!」 内周：ソビエト連邦の国章（初代）                     | 1931-1934 |
| 20コペイカ  | 22     | 3.6     | 銀50%、銅50% | 額面数字と発行年、麦穂の輪 | 外周：ロシア語で「万国の労働者よ、団結せよ!」と国名「СССР」の文字 内周：ソビエト連邦の国章（初代） | 1924-1931 |
| 20コペイカ  | 22     | 3.48    | 白銅         | 外周：ソビエト連邦のロシア語正式表記 内周：額面数字が書かれた盾を持つ労働者                                                    | 外周：ロシア語で「万国の労働者よ、団結せよ!」 内周：ソビエト連邦の国章（初代）                     | 1931-1934 |
| 50コペイカ  | 26.67  | 10      | 銀90%、銅10% | 外周：ロシア語で「万国の労働者よ、団結せよ!」 内周上：ソビエト連邦の国章（初代）と「СССР」をかたどった紋様、下にロシア語で額面 | ハンマーを振り鍛治をする労働者                                                                     | 1924-1927 |
| 1ルーブル   | 33     | 20      | 銀90%、銅10% | 外周：ロシア語で「万国の労働者よ、団結せよ!」 内周上：ソビエト連邦の国章（初代）と「СССР」をかたどった紋様、下にロシア語で額面 | 二人の労働者と旭日                                                                                 | 1924      |

| 額面 | 硬貨   | 硬貨    | 硬貨 | 柄                                              | 柄                                                | 発行年                                                               |
| 額面 | 幅(mm) | 重量(g) | 材質 | 表                                              | 裏                                                | 発行年                                                               |
| ---- | ------ | ------- | ---- | ----------------------------------------------- | ------------------------------------------------- | -------------------------------------------------------------------- |
| 1    | 15     | 1       | 青銅 | 額面数字と発行年、麦穂の輪                      | ソビエト連邦の国章（2代〜4代） 国名「СССР」の文字 | 1935-1936（2代目国章） 1937-1948（3代目国章） 1946-1957（4代目国章） |
| 2    | 18     | 2       | 青銅 | 額面数字と発行年、麦穂の輪                      | ソビエト連邦の国章（2代〜4代） 国名「СССР」の文字 | 1935-1936（2代目国章） 1937-1948（3代目国章） 1946-1957（4代目国章） |
| 3    | 22     | 3       | 青銅 | 額面数字と発行年、麦穂の輪                      | ソビエト連邦の国章（2代〜4代） 国名「СССР」の文字 | 1935-1936（2代目国章） 1937-1948（3代目国章） 1946-1957（4代目国章） |
| 5    | 25     | 5       | 青銅 | 額面数字と発行年、麦穂の輪                      | ソビエト連邦の国章（2代〜4代） 国名「СССР」の文字 | 1935-1936（2代目国章） 1937-1948（3代目国章） 1946-1957（4代目国章） |
| 10   | 17.27  | 1.8     | 白銅 | 外周：麦穂などの植物 内周：額面数字の書かれた盾 | ソビエト連邦の国章（2代〜4代） 国名「СССР」の文字 | 1935-1936（2代目国章） 1937-1948（3代目国章） 1946-1957（4代目国章） |
| 15   | 20     | 2.7     | 白銅 | 外周：麦穂などの植物 内周：額面数字の書かれた盾 | ソビエト連邦の国章（2代〜4代） 国名「СССР」の文字 | 1935-1936（2代目国章） 1937-1948（3代目国章） 1946-1957（4代目国章） |
| 20   | 22     | 3.4     | 白銅 | 外周：麦穂などの植物 内周：額面数字の書かれた盾 | ソビエト連邦の国章（2代〜4代） 国名「СССР」の文字 | 1935-1936（2代目国章） 1937-1948（3代目国章） 1946-1957（4代目国章） |

#### 紙幣
1〜5金ルーブルと1〜10チェルヴォネツ紙幣が発行された。ルーブル紙幣には兵士の姿が、チェルヴォネツ紙幣にはレーニンの肖像画が描かれている。1938年には金ルーブルの「金」が削除され、それに前後して新様式の国庫紙幣も発行された。

### 第5ソビエトルーブル（1947〜1961年）
第二次世界大戦後、戦時中の経済混乱に乗じて得た国民の貯蓄を洗い出すことを目的に、1/10のデノミネーションを実施した。額面の単純化によってインフレーションの抑制を狙ったが、硬貨や3000ルーブル以下の個人の銀行口座貯蓄、給与をデノミネーションの対象外としたこともあって効果は限定的だった。

#### 紙幣
新たに1〜5ルーブルの縦型の国庫紙幣とレーニンの肖像が描かれた10〜100ルーブル紙幣が発行された。

### 第6ソビエトルーブル（1961年〜1991年）
1961年、再び1/10のデノミネーションを実施し、これがソビエト連邦で最も長く流通した通貨となった。デノミネーションに伴い1米ドル=4旧ルーブルから1米ドル=0.9新ルーブルに切り下げられたが、米ドルを僅かに上回る価値をその後20年以上に亘り維持した。

#### 硬貨
このデノミによって硬貨も全て刷新され、1〜5コペイカ硬貨は黄銅製、10コペイカ〜1ルーブル硬貨は洋白製である。1960年代から1980年代にかけて、様々な記念硬貨が洋白や貴金属で発行された。
| 額面       | 硬貨   | 硬貨    | 硬貨 | 柄                         | 柄                                                                     | 発行年    |
| 額面       | 幅(mm) | 重量(g) | 材質 | 表                         | 裏                                                                     | 発行年    |
| ---------- | ------ | ------- | ---- | -------------------------- | ---------------------------------------------------------------------- | --------- |
| 1コペイカ  | 15     | 1       | 黄銅 | 額面数字と発行年、麦穂の輪 | ソビエト連邦の国章（4代目） 国名「СССР」の文字                         | 1961-1991 |
| 2コペイカ  | 18     | 2       | 黄銅 | 額面数字と発行年、麦穂の輪 | ソビエト連邦の国章（4代目） 国名「СССР」の文字                         | 1961-1991 |
| 3コペイカ  | 22     | 3       | 黄銅 | 額面数字と発行年、麦穂の輪 | ソビエト連邦の国章（4代目） 国名「СССР」の文字                         | 1961-1991 |
| 5コペイカ  | 25     | 5       | 黄銅 | 額面数字と発行年、麦穂の輪 | ソビエト連邦の国章（4代目） 国名「СССР」の文字                         | 1961-1991 |
| 10コペイカ | 17.27  | 1.7     | 洋白 | 額面数字と発行年、麦穂の輪 | ソビエト連邦の国章（4代目） 国名「СССР」の文字                         | 1961-1991 |
| 15コペイカ | 19.5   | 2.55    | 洋白 | 額面数字と発行年、麦穂の輪 | ソビエト連邦の国章（4代目） 国名「СССР」の文字                         | 1961-1991 |
| 20コペイカ | 21.8   | 3.6     | 洋白 | 額面数字と発行年、麦穂の輪 | ソビエト連邦の国章（4代目） 国名「СССР」の文字                         | 1961-1991 |
| 50コペイカ | 24.05  | 4.4     | 洋白 | 額面数字と発行年、麦穂の輪 | ソビエト連邦の国章（4代目） 国名「СССР」の文字                         | 1961-1991 |
| 1ルーブル  | 27     | 7.5     | 洋白 | 額面数字と発行年、麦穂の輪 | 外周：ソビエト連邦のロシア語正式表記 内周：ソビエト連邦の国章（4代目） | 1961-1991 |

#### 紙幣
紙幣はすべてサイズを縮小して再デザインされ、1〜5ルーブルの国庫紙幣と10〜100ルーブルのソ連国家銀行紙幣が発行された。このうち日常的に使用されていたのは25ルーブル以下で、50、100ルーブル紙幣はほとんど流通しなかった。

### 第7ソビエトルーブル（1991〜1993年）
1991年にミハイル・ゴルバチョフ大統領とヴァレンチン・パヴロフ財務大臣は新たな通貨改革を発表し、50ルーブルと100ルーブル紙幣を廃止し、新たな硬貨と紙幣を流通させたが、旧紙幣との交換期限はあまりにも短く、交換可能額も非常に少ないものだった為国内の多くの銀行でパニックが発生した。通貨改革によって抑制されるはずだったインフレーションも悪化の一途を辿り、その後のロシア財政危機の遠因にもなるほど多くの影響を及ぼした。通貨改革の直後にソビエト連邦は崩壊し、インフレーションも相まって非常に短命な通貨となった。

#### コイン
デザインは大幅に変更され、裏側には国章の代わりにクレムリンが描かれている。50コペイカ〜5ルーブル硬貨は白銅製で、10ルーブル硬貨はバイメタル貨で製造された。
| 額面 | 硬貨   | 硬貨    | 硬貨                              | 柄                         | 柄                                                    | 発行年 |
| 額面 | 幅(mm) | 重量(g) | 材質                              | 表                         | 裏                                                    | 発行年 |
| ---- | ------ | ------- | --------------------------------- | -------------------------- | ----------------------------------------------------- | ------ |
| 50   | 18     | 2.3     | 白銅                              | 額面数字と発行年、麦穂の輪 | 外周：ロシア語で「政府銀行」「СССР」 内周：クレムリン | 1991年 |
| 1    | 21.2   | 3.75    | 白銅                              | 額面数字と発行年、麦穂の輪 | 外周：ロシア語で「政府銀行」「СССР」 内周：クレムリン | 1991年 |
| 5    | 24     | 5.3     | 白銅                              | 額面数字と発行年、麦穂の輪 | 外周：ロシア語で「政府銀行」「СССР」 内周：クレムリン | 1991年 |
| 10   | 25     | 5.97    | 外周：白銅 内周：アルミニウム青銅 | 額面数字と発行年、麦穂の輪 | 外周：ロシア語で「政府銀行」「СССР」 内周：クレムリン | 1991年 |

#### 紙幣
新たな紙幣は大まかなデザイン・大きさともに1961年の紙幣シリーズと同一で、変更された部分はカラフルになった色彩と裏面に描かれた額面と発行年の表記のみ。25ルーブル紙幣は廃止され、新たに200〜1000ルーブルの高額紙幣が発行された。1992年には透かし部分にも額面を表記した緊急紙幣が発行され、ソビエト連邦の国章とレーニンの肖像が描かれた最後の紙幣となった。

## 過去の公式為替レート

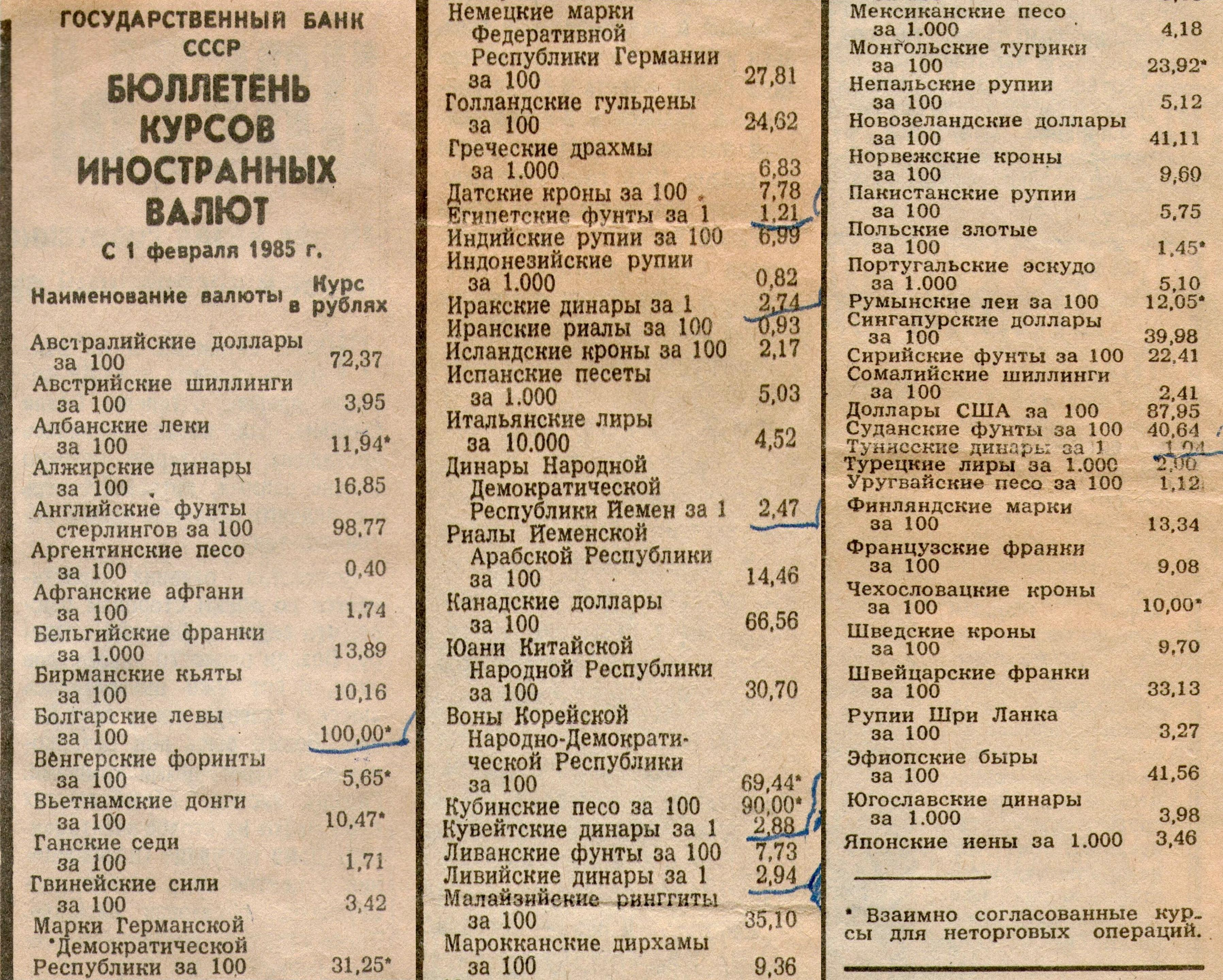
1985年2月1日、主要な世界通貨に対するソビエトルルーブルの為替レートのチャート

## 旧ソビエト共和国の後継通貨
ソビエト連邦の崩壊後、新たに独立した国々で独自の新通貨を発行した。独立直後の政情不安からそのほとんどは急速なインフレーションに苦しむが、全て現在では解消されていると言っていい。以下にその一覧を列挙する。
| 国名             | ソ連ルーブルからの後継通貨     | ソ連ルーブルとの交換レート | 新通貨の導入日 | ルーブル圏からの離脱日 | その後の新通貨導入と、旧通貨との交換レート                                                             |
| ---------------- | ------------------------------ | -------------------------- | -------------- | ---------------------- | --- |
| アルメニア       | アルメニア・ドラム (AMD)       | 200 SUR = 1 AMD            | 1993年11月22日 | 1993年11月             | - |
| アゼルバイジャン | アゼルバイジャン・マナト (AZM) | 10 SUR = 1 AZM             | 1992年8月15日  | 1993年8月              | 2006年1月1日: アゼルバイジャン・マナト (AZN) 5,000 AZM = 1 AZN                                         |
| ベラルーシ       | ベラルーシ・ルーブル (BYB)     | 10 SUR = 1 BYB             | 1992年5月25日  | 1993年7月26日          | 2000年: ベラルーシ・ルーブル (BYR) 1,000 BYB = 1 BYR 2016年: Belarusian ruble (BYN) 10,000 BYR = 1 BYN |
| エストニア       | エストニア・クローン (EEK)     | 10 SUR = 1 EEK             | 1992年6月20日  | 1992年7月22日          | 2011年1月1日: ユーロ (EUR) 15.6466 EEK = 1 EUR                                                         |
| ジョージア       | ラリ (GEK)                     | 1 SUR = 1 GEK              | 1993年4月8日   | 1993年8月20日          | 20 October 1995: Georgian lari (GEL) 1,000,000 GEK = 1 GEL                                             |
| カザフスタン     | テンゲ (KZT)                   | 500 SUR = 1 KZT            | 1993年11月15日 | 1993年11月             | - |
| キルギス         | キルギス・ソム (KGS)           | 200 SUR = 1 KGS            | 1993年5月10日  | 1993年5月15日          | - |
| ラトビア         | ラトビア・ルーブル (LVR)       | 1 SUR = 1 LVR              | 1992年5月7日   | 1992年7月20日          | 1993年3月5日: ラッツ (LVL) 200 LVR = 1 LVL 2014年1月1日: ユーロ (EUR) 0.702804 LVL = 1 EUR             |
| リトアニア       | タロナス (LTT)                 | 10 SUR = 1 LTT             | 1992年5月1日   | 1992年10月1日          | 1993年6月26日: リタス (LTL) 100 LTT = 1 LTL 2015年1月1日: ユーロ (EUR) 3.4528 LTL = 1 EUR              |
| モルドバ         | モルドバ・クーポン (MDC)       | 1 SUR = 1 MDC              | 1992年6月10日  | 1993年7月              | 1993年11月29日: レウ (MDL) 1,000 MDC = 1 MDL                                                           |
| ロシア           | ロシア・ルーブル (RUR)         | 1 SUR = 1 RUR              | 1992年7月4日   | 1993年8月              | 1998年1月1日: ロシア・ルーブル (RUB) 1,000 RUR = 1 RUB                                                 |
| タジキスタン     | タジキスタン・ルーブル (TJR)   | 100 SUR = 1 TJR            | 1995年5月10日  | 1994年1月              | 2000年10月30日: ソモニ (TJS) 1,000 TJR = 1 TJS                                                         |
| トルクメニスタン | トルクメニスタン・マナト (TMM) | 500 SUR = 1 TMM            | 1993年11月1日  | 1993年11月             | 2009年1月1日: トルクメニスタン・マナト (TMT) 5,000 TMM = 1 TMT                                         |
| ウクライナ       | カルボーヴァネツィ (UAK)       | 1 SUR = 1 UAK              | 1992年1月12日  | 1992年11月             | 1996年9月2日: フリヴニャ (UAH) 100,000 UAK = 1 UAH                                                     |
| ウズベキスタン   | スム (UZC)                     | 1 SUR = 1 UZC              | 1993年11月15日 | 1993年11月15日         | 1994年7月1日: スム (UZS) 1,000 UZC = 1 UZS                                                             |